# Maria Bayo
Maria Bayo (ur. 28 maja 1958 w Fitero) – hiszpańska śpiewaczka (sopran).
Maria Bayo studiowała w Conservatorio Superior de Música de Navarra w Pampelunie u Edurne Aguerriego. W 1985 roku uzyskała stypendium rządu Nawarry na studia w Hochschule für Musik Detmold w Detmold w Niemczech u Arthura Janzena.
Zadebiutowała w operze rolą Leili w Poławiaczach pereł Georges'a Bizeta. W 1991 roku wystąpiła w roli Musetty w Cyganerii Giacoma Pucciniego) w La Scali w Mediolanie, wkrótce potem zadebiutowała w paryskiej Opéra Bastille.